# Campionato europeo di taekwondo 2002
Il XIV Campionato Europeo di Taekwondo si è disputato a Samsun, in Turchia, tra il 6 e il 10 maggio 2002.

## Medagliati

### Maschile
| Specialità | Oro                        | Argento                     | Bronzo                                                    |
| -54 kg     | Mert Tuncer Turchia        | Juan Antonio Ramos Spagna   | Seifula Magomedov Russia / Muhammad Öztürk Austria        |
| 58 kg      | Ludovic Vo Francia         | Alexandr Zhapozhnik Ucraina | Elnur Armanov Azerbaigian / Muhammed Ali Karatas Germania |
| 62 kg      | Omar Badía Spagna          | Dennis Mollet Paesi Bassi   | Erdal Aylanc Germania / Endre Steffensen Norvegia         |
| 67 kg      | Ioanis Georgios Grecia     | Abdelkrim Hohoud Belgio     | Dennis Bekkers Paesi Bassi / Ruslan Magomedov Azerbaigian |
| 72 kg      | Ertan Baştuğ Turchia       | Rashad Agmadov Azerbaigian  | Tommy Mollet Paesi Bassi / Claudio Nolano Italia          |
| 78 kg      | Bekir Aydın Turchia        | Fagan Umudov Azerbaigian    | Tomislav Bučanac Croazia / Mathias Gabriel Germania       |
| 84 kg      | Bahri Tanrıkulu Turchia    | Mickaël Borot Francia       | Jon García Aguado Spagna / Patrick Stevens Paesi Bassi    |
| +84 kg     | Ferry Greevink Paesi Bassi | Ali Özen Turchia            | Teemu Heino Finlandia / Ken Holter Norvegia               |

### Femminile
| Specialità | Oro                            | Argento                     | Bronzo                                                        |
| -47 kg     | Brigitte Yagüe Spagna          | Kadriye Selimoğlu Turchia   | Svetlana Cherasimovich Bielorussia / Maria Tseriotou Grecia   |
| 51 kg      | Döndü Güvenç Turchia           | Lana Banelli Croazia        | Cathiana Grosset Francia / Svetlana Noskova Russia            |
| 55 kg      | Gwladys Épangue Francia        | Pamela Agostinelli Italia   | Sandra Nitschke Germania / Ivana Vujčić Croazia               |
| 59 kg      | Cristiana Corsi Italia         | Margarita Mkrtuchian Russia | Zeynep Murat Turchia / Sonia Reyes Spagna                     |
| 63 kg      | Ayşenur Taşbakan Turchia       | Muriel Bujalance Spagna     | Yulia Krasnopolskaya Russia / Caroline Persson Svezia         |
| 67 kg      | Ylona van Deutekom Paesi Bassi | Elisavet Mistakidou Grecia  | Luisa Arnanz Spagna / Yvonne Timm Germania                    |
| 72 kg      | Natalia Ivanova Russia         | Sarah Stevenson Regno Unito | Alesia Cherniavskaya Bielorussia / Güler Gençtürkoğlu Turchia |
| +72 kg     | Nataša Vezmar Croazia          | Aitziber los Arcos Spagna   | Arzu Er Turchia / Maria Zhuravskaya Bielorussia               |

## Medagliere
| Posizione | Paese       | Oro | Argento | Bronzo | Totale |
| --------- | ----------- | --- | ------- | ------ | ------ |
| 1         | Turchia     | 6   | 2       | 3      | 11     |
| 2         | Spagna      | 2   | 3       | 3      | 8      |
| 3         | Paesi Bassi | 2   | 1       | 3      | 6      |
| 4         | Francia     | 2   | 1       | 1      | 4      |
| 5         | Russia      | 1   | 1       | 3      | 5      |
| 6         | Croazia     | 1   | 1       | 2      | 4      |
| 7         | Grecia      | 1   | 1       | 1      | 3      |
| 7         | Italia      | 1   | 1       | 1      | 3      |
| 9         | Azerbaigian | 0   | 2       | 2      | 4      |
| 10        | Belgio      | 0   | 1       | 0      | 1      |
| 10        | Regno Unito | 0   | 1       | 0      | 1      |
| 10        | Ucraina     | 0   | 1       | 0      | 1      |
| 13        | Germania    | 0   | 0       | 5      | 5      |
| 14        | Bielorussia | 0   | 0       | 3      | 3      |
| 15        | Norvegia    | 0   | 0       | 2      | 2      |
| 16        | Austria     | 0   | 0       | 1      | 1      |
| 16        | Finlandia   | 0   | 0       | 1      | 1      |
| 16        | Svezia      | 0   | 0       | 1      | 1      |
|           | TOTALE      | 16  | 16      | 32     | 64     |